# Trichostema
Genre
Trichostema est un genre de plantes à fleurs de la famille des Lamiacées.

## Liste d'espèces
Selon BioLib (30 août 2024) :
- Trichostema arizonicum Gray
- Trichostema austromontanum F.H. Lewis
- Trichostema brachiatum L.
- Trichostema dichotomum L.
- Trichostema lanatum Benth.
- Trichostema lanceolatum Benth.
- Trichostema laxum Gray
- Trichostema micranthum Gray
- Trichostema oblongum Benth.
- Trichostema ovatum Curran
- Trichostema parishii Vasey
- Trichostema rubisepalum Elmer
- Trichostema setaceum Houtt.
- Trichostema simulatum Jepson
- Trichostema suffrutescens Kearney

Selon ITIS (30 août 2024) :
- Trichostema arizonicum A. Gray
- Trichostema austromontanum F.H. Lewis
- Trichostema brachiatum L.
- Trichostema dichotomum L.
- Trichostema lanatum Benth.
- Trichostema lanceolatum Benth.
- Trichostema laxum A. Gray
- Trichostema micranthum A. Gray
- Trichostema oblongum Benth.
- Trichostema ovatum Curran
- Trichostema parishii Vasey
- Trichostema rubisepalum Elmer
- Trichostema ruygtii H. Lewis
- Trichostema setaceum Houtt.
- Trichostema simulatum Jeps.
- Trichostema suffrutescens Kearney

Selon NCBI (30 août 2024) :
- Trichostema arizonicum A.Gray, 1872
- Trichostema austromontanum F.H.Lewis ex K.S.McClell. & Weakley, 2021
- Trichostema brachiatum L., 1753
- Trichostema dichotomum L., 1753
- Trichostema lanatum Benth., 1835
- Trichostema lanceolatum Benth., 1835
- Trichostema laxum A.Gray, 1868
- Trichostema micranthum A.Gray, 1878
- Trichostema oblongum Benth., 1835
- Trichostema ovatum Curran, 1885
- Trichostema parishii Vasey, 1881
- Trichostema purpusii Brandegee, 1908
- Trichostema rubisepalum Trichostema laxum var. rubisepalum (Elmer) Jeps.
- Trichostema ruygtii F.H.Lewis, 2006
- Trichostema setaceum Houtt., 1778
- Trichostema simulatum Jeps., 1925
- Trichostema suffrutescens Kearney, 1894

Selon Tropicos (30 août 2024) (Attention liste brute contenant possiblement des synonymes) :
- Trichostema arizonicum A. Gray
- Trichostema austromontanum F.H. Lewis
- Trichostema brachiatum L.
- Trichostema bridgesii-orzellii K.S. McClell.
- Trichostema coeruleum (Michx.) K.S. McClell. & Weakley
- Trichostema dichotomum L.
- Trichostema floridanum K.S. McClell. & Weakley
- Trichostema fruticosum K.S. McClell.
- Trichostema gracile K.S. McClell.
- Trichostema hobe K.S. McClell.
- Trichostema lanatum Benth.
- Trichostema lanceolatum Benth.
- Trichostema latens K.S. McClell.
- Trichostema laxum A. Gray
- Trichostema lineare Walter
- Trichostema linearifolium Bertol.
- Trichostema mexicanum Epling
- Trichostema micranthum A. Gray
- Trichostema microphyllum K.S. McClell.
- Trichostema nesophilum K.S. McClell. & Weakley
- Trichostema oblongum Benth.
- Trichostema ovatum Curran
- Trichostema parishii Vasey
- Trichostema pilosum Roth
- Trichostema purpusii Brandegee
- Trichostema rubisepalum Elmer
- Trichostema ruygtii F.H. Lewis
- Trichostema setaceum Houtt.
- Trichostema simulatum Jeps.
- Trichostema spirale Lour.
- Trichostema suffrutescens Kearney